# Ayajamanan

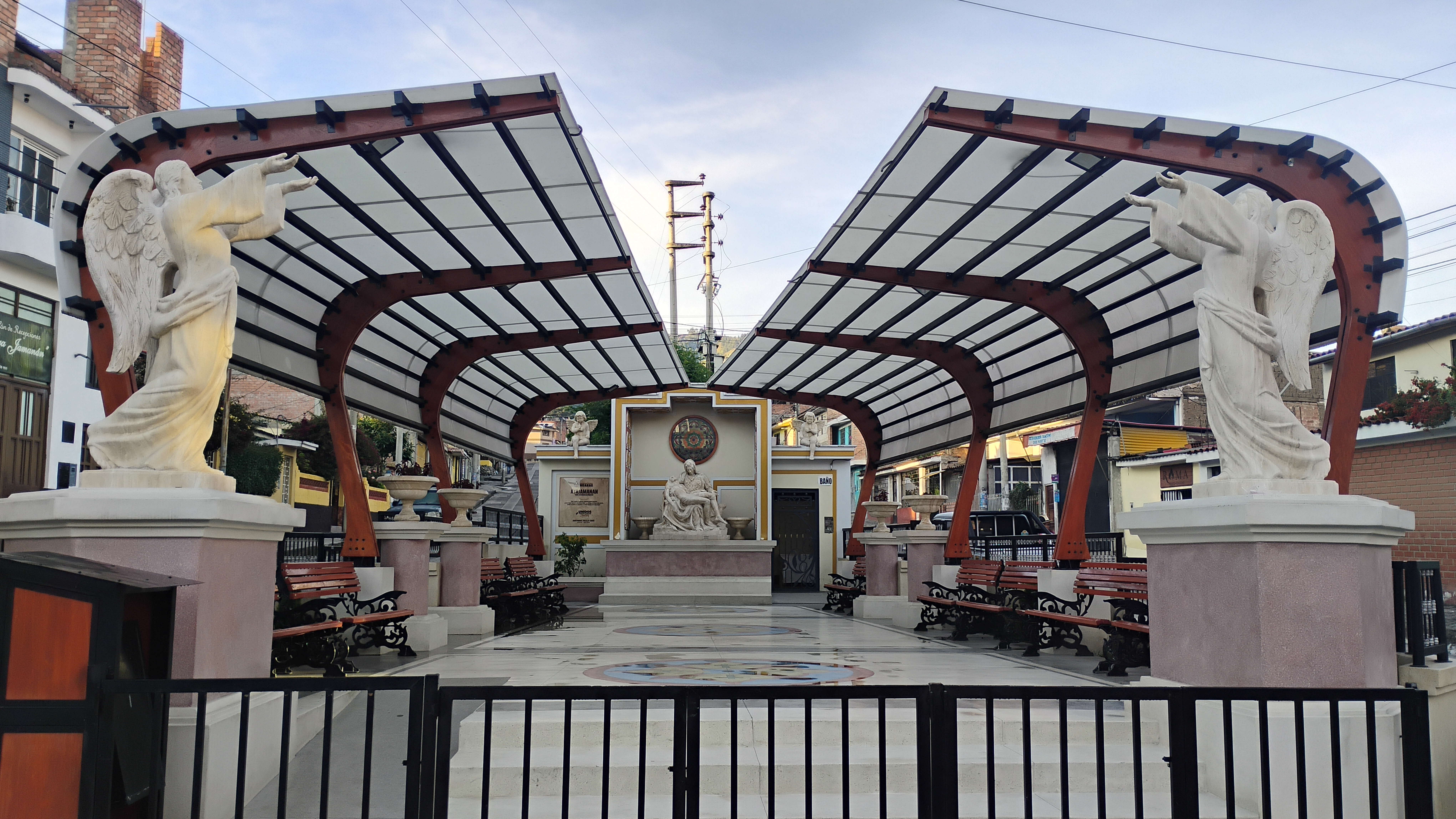
Ayajamanan, luego de la remodelación de 2024

Ayajamanan, también escrito como Aya Jamanán, es un tanatorio en la ciudad de Huaraz, en el distrito y provincia de Huaraz, región Áncash, en Perú. Se ubica en el barrio de La Soledad, en el óvalo Ayajamanan. En el lugar se reúnen los familiares y amigos de la persona difunta, en un féretro, para despedirse. Frente al féretro, se encuentra una réplica de la Piedad del Vaticano de Miguel Ángel. Luego del velatorio, se traslada al difunto al cementerio Presbítero Pedro García Villón.
Fue remodelado en 2024 durante la gestión del alcalde David Rosales Tinoco. Desde entonces, cuenta con servicios higiénicos.

## Etimología

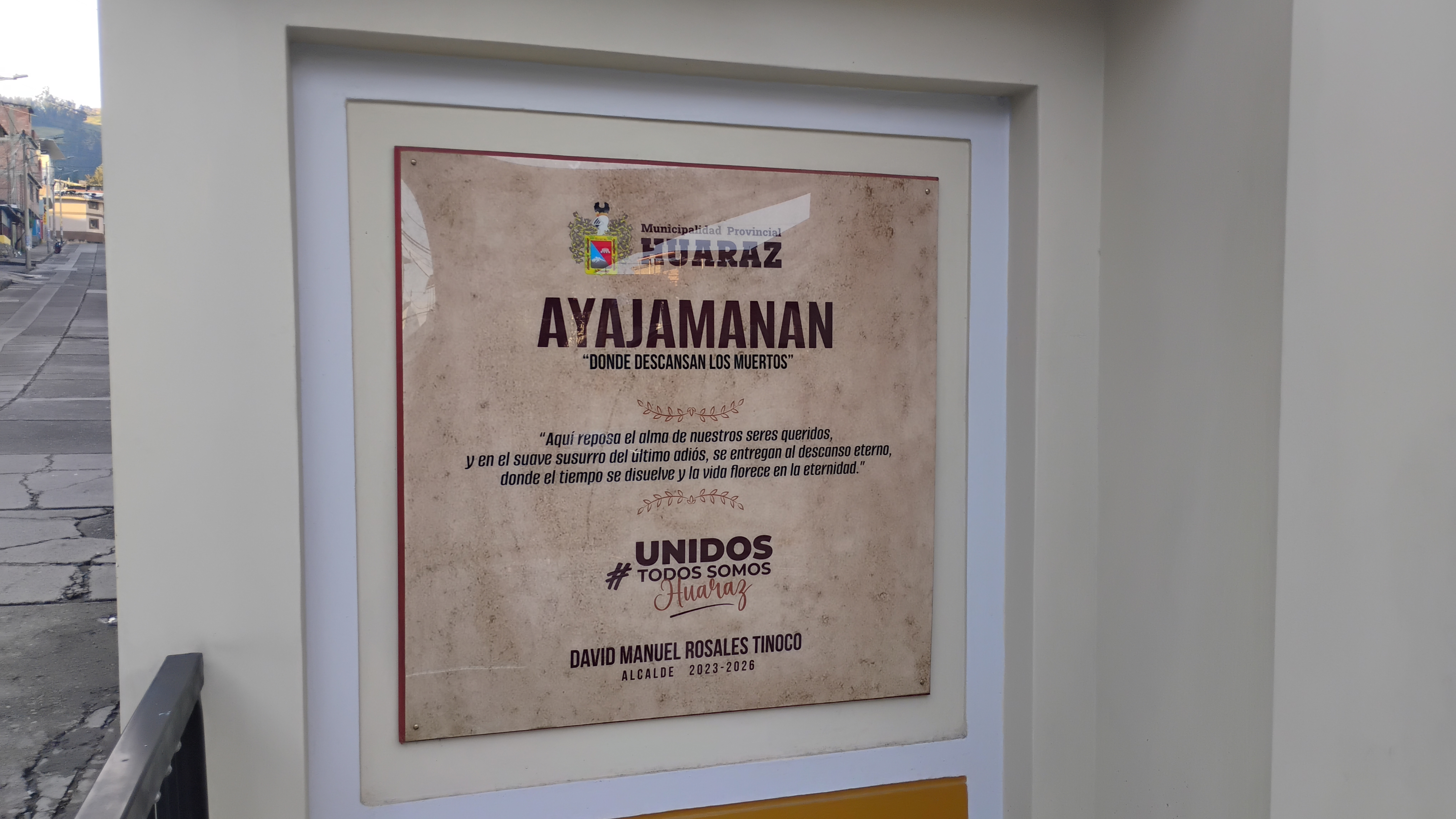
Panel de piedra

El origen del término es de la palabra en quechua ancashino, Aya Hamana, que significa «donde descansan los muertos». Se compone de dos palabras:
- Aya, que significa 'muerto, cadáver'
- Hamana, que significa 'descansadero', palabra compuesta por el verbo hamay ('descansar') y el sufijo -na ('para')[7]